# Vézézoux
Vézézoux é uma comuna francesa na região administrativa de Auvérnia-Ródano-Alpes, no departamento de Alto Loire. Estende-se por uma área de 7,15 km². Em 2010 a comuna tinha 612 habitantes (densidade: 85,6 hab./km²).